# Фонд прусских дворцов и садов Берлина — Бранденбурга
Фонд прусских дворцов и садов Берлина — Бранденбурга (нем. Stiftung Preußische Schlösser und Gärten Berlin-Brandenburg, сокр. SPSG) — общественный фонд, основанный согласно договору от 23 августа 1994 г. между немецкими федеральными землями Берлин и Бранденбург. Договор вступил в силу 1 января 1995 года.

## История
Фонд прусских дворцов и садов Берлина-Бранденбурга представляет собой объединение государственных дворцов и парков Сан-Суси в Потсдаме (Staatliche Schlösser und Gärten Potsdam-Sanssouci), находящихся в бывшей Восточной Германии, и Управления государственными дворцами и парками в бывшем Западном Берлине (Verwaltung der Staatlichen Schlösser und Gärten Berlin), которые были созданы после раздела Германии. Эти институты были сформированы из Администрации прусских государственных дворцов и садов (Verwaltung der Staatlichen Schlösser und Gärten), основанной 1 апреля 1927 г. в результате распределения активов и обязательств между Домом Гогенцоллернов и прусским государством, была расформирована в 1945 году.
В 2001 году фонд был внесён в «Синюю книгу», которая публикует список объектов культурного наследия на территории бывшей Восточной Германии, имеющих общегосударственное значение.
Штаб-квартира фонда находится в столице Бранденбурга Потсдаме. Его владельцами являются: федеральная земля Берлин (21,35 %), федеральная земля Бранденбург (36,60 %) и Федеральное правительство (42,05 %) (по состоянию на 2007 год). Фонд также получает поддержку от многочисленных обществ и частных спонсоров.

## Структура фонда
В ведении фонда находится порядка 300 зданий, в том числе более 150 исторических зданий и около 800 га садов и иных культурных ландшафтов. В фонде работает около 500 сотрудников из Потсдама и Берлина.

### Объекты вБранденбурге
Здания и парки в Потсдаме:
- Парк Сан-Суси, (289 га) со зданиями Сан-Суси, Новый дворец, Шарлоттенхоф, Картинная галерея Сан-Суси, Новые палаты, Оранжерейный дворец, Дом дракона, Бельведер на Клаусберге, Римские купальни, Китайский чайный домик, Историческая мельница Сан-Суси, Руиненберг.
- Новый сад, в том числе Священное озеро (150 га), Мраморный дворец, Цецилиенхоф, Молочные фермы в Новом саду.
- Парк Бабельсберг (114 га) со зданиями замка Бабельсберг.

Исторические здания в Потсдаме за пределами парков:
- Охотничий замок Штерн, дворец Линдштедт.

Дворцы в Бранденбурге:
- Рейнсбергский дворец, королевский дворец Вустерхаузен и др.

### Здания и парки вБерлине
- Парк Шарлоттенбург (55,44 га) со зданиями дворца Шарлоттенбург.
- Охотничий дворец Груневальд
- Остров Пфауэнинзель и дворец на нём.
- Парк Глинике и дворец Глинике
- Дворец Шёнхаузен